# Berézovka (Lípetsk)
|  | Per a altres significats, vegeu «Berezovka». |

Berézovka (en rus: Березовка) és un poble de l'óblast de Lípetsk, a Rússia, que el 2013 tenia 46 habitants. Pertany al districte rural de Griazi.